# Yuriko Saga
Yuriko Saga さがゆりこ (Saga Yuriko?) (Kanazawa, 24 luglio 1982) è una modella giapponese, incoronata trentaseiesima Miss Giappone nel 2004.
Diplomatasi presso l'istituto Hokuriku Gakuin, al momento dell'elezione Yuriko Saga era una studentessa universitaria negli Stati Uniti. In seguito la Saga ha lavorato come attrice, partecipando, fra gli altri, al film Inubaka del 2009.